# Елиминационна клетка (2018)
Елиминационна клетка (2018) (на английски: WWE Elimination Chamber (2018), познато като Без измъкване в Германия („Клетка за елиминация“ би напомнило капсулите с газ, използвани по време на Холокост, затова името е сменено с „Без измъкване“) е кеч pay-per-view (PPV) турнир и WWE Network събитие, продуцирано от WWE за марката Разбиване. Провежда в T-Mobile Arena във Парадайс, Невада на 26 февруари 2018 г. Това е осмото събитие в хронологията на Елиминационна клетка .
Седем мача се провеждат по време на събитието, включително един мач в предварителното шоу на Кикоф.
В главния мач Роман Рейнс спечели първия по рода си мач от елиминационната клетка от 7 души, за да стане претендент номер 1 срещу Брок Леснар за Универсалната титла на КечМания 34.
В други мачове Алекса Блис запази Титлата при жените на Първична сила в първия мач от елиминационна клетка при жените, А Аска победи Ная Джакс за да удължи своята непобедима серия и да не позволи на Джакс да бъде добавена към шампионския мач на КечМания 34.
Събитието бе забележително и за Ронда Раузи подписването на договор с Първична сила, Където тя се сблъска с главния оперативен директор Трите Хикса и комисаря на Първична сила Стефани Макмеън която беше първата поява от вечерта след Сървайвър Сериите.

## Продукция

### Заден план
Елиминационна клетка е гимик с плащане за гледане, произведен за първи път от WWE през 2010 г. Той се произвежда всяка година с изключение на 2016 г. и обикновено се провежда през февруари.
Концепцията на шоуто е, че един или два мача от главните мачове се състезават в Елиминационната клетка или титли или бъдещи възможности за титли. 2019 г. беше деветото по хронологията на Елиминационната клетка и в него участваха кечисти от шоутата Първична сила, Разбиване и 205 на живо, както след КечМания 34 през април 2018 г.,WWE прекрати ексклузивното заплащане за гледания. Събитието през 2019 г. представи първия по рода си мач женски отборен мач в Елиминационната клетка който беше вторият мач от отборен мач от такъв вид.
От 2011 г. шоуто се популяризира като „Без бягство“ в Германия тъй като се опасяваше, че името „Елиминационна клетка“ може да напомня на хората за газовите клетки, използвани по време на Холокоста.

### Сюжетни линии
Събитието включва мачове, получени от сценични сюжети и имат резултати, предварително решени от WWE и марката Първична сила, марковата дивизия.
Клетка за елиминация включва кеч мачове с участието на различни борци от вече съществуващи сценични вражди и сюжетни линии, които изиграват в Първична сила. Борците са добри или лоши, тъй като те следват поредица от събития, които са изградили напрежение и кулминират в мач или серия от мачове.
На Кралски грохот, Шинске Накамура спечели мъжкия кралско меле мач и реши да остане в Разбиване за да предизвиква Титлата на Федерацията на КечМания 34. Това остави Брок Леснар, който на същото събитие запази Универсалната титла в Мач тройна заплаха срещу Броун Строуман и Кейн, без противник на КечМания. В отговор генералният мениджър на Първична сила Кърт Енгъл определи мач Елиминационна клетка, за да определи претендента номер едно за Универсалната титла на КечМания.
Бяха насрочени шест квалификационни мача. Първите три бяха оспорвани в епизода на Първична сила на 29 януари. В първия квалификационен мач, Строуман победи Кейн в Мач последния оцелял който се изправя, за да се класира. Кейн е откаран в местния медицински център след мача. След това Илайъс се класира като победи „Уокен“ Мат Харди след отвличане на вниманието от Брей Уайът, а свободният агент Джон Сина победи Фин Балор, за да се класира. На следващата седмица Елайъс победи Сина и Строуман в мач тройна заплаха, за да си усигури да влезе последен в клетката от капсулата.
Същият епизод, Роман Рейнс и Интерконтиненталния шампион Миз се класираха, победиха съответно Уайът и Аполо Крус. В следващия епизод Сина победи Миз в мач, където губещият ще бъде един от хората които ще започнат елиминационната клетка мач.
По-късно финалната квалификационна среща се проведе в първоначално втория шанс фатална четворка мач между Балор, Уайът, Харди и Аполо. Въпреки това, Енгъл добави Сет Ролинс, като по този начин го направи Фатална петорка мач. Ролинс и Балор едновременно тушираха Уайът, и беше решено, че и двамата ще бъдат част от Елиминационната клетка, отбелязвайки първия мач от 7 души.
Следващата седмица всички седем мъже участваха в гаунтлет мач, който започна с Рейнс и Ролинс. Рейнс беше елиминиран, последван от Сина. След това Елайъс елиминира Ролинс, но от своя страна е елиминиран от Балор, който е елиминиран от Миз. Строуман спечели гаунтлет мача, кото тушира Миз в най-дългия мач в историята на WWE, продължил близо 2 часа.

## Резултати
| №                                                                                     | Резултати                                                                              | Правила | Време |
| ------------------------------------------------------------------------------------- | -------------------------------------------------------------------------------------- | --- | ----- |
| 1П                                                                                    | Люк Галоус и Карл Андерсън победиха (Мизтураж (Бо Далас и Къртис Аксел)                | Отборен мач                                                                                                   | 8:50  |
| 2                                                                                     | Алекса Блис (ш) победи Саша Банкс, Бейли, Мики Джеймс, Соня Девил и Манди Роуз         | Елиминационна клетка мач за Титлата при жените на Първична сила                                               | 29:35 |
| 3                                                                                     | Сезаро и Шеймъс (ш) победиха Titus Worldwide Аполо Крус и Тайтъс О'Нийл (с Дейна Брук) | Отборен мач за Отборните титли на Първична сила                                                               | 10:05 |
| 4                                                                                     | Аска победи Ная Джакс                                                                  | Индивидуален мач Ако Джакс спечели, щеше да бъде добавена към избрания мач за титла при жените на КечМания 34 | 8:15  |
| 5                                                                                     | Мат Харди победи Брей Уайът                                                            | Индивидуален мач                                                                                              | 9:55  |
| 6                                                                                     | Роман Рейнс победи Браун Строуман, Сет Ролинс, Фин Балор, Джон Сина, Илайъс и Миз      | Елиминационна клетка мач за Универсалната титла мач на КечМания 34                                            | 40:15 |
| - (ш) – указва шампиона/шампионите в мача - П – показва, че мача се случи преди шоуто |                                                                                        | |       |

### Женския Елиминационна Клетка Мач
| Елиминация | Кечист          | Влязъл | Елиминиран от | Метод на елиминация | Време |
| ---------- | --------------- | ------ | ------------- | ------------------- | ----- |
| 1          | Манди Роуз      | 3      | Саша Банкс    | Предаване           | 13:50 |
| 2          | Соня Девил      | 2      | Мики Джеймс   | Туширане            | 17:35 |
| 3          | Мики Джеймс     | 5      | Бейли         | Туширане            | 18:00 |
| 4          | Бейли           | 1      | Алекса Блис   | Туширане            | 25:30 |
| 5          | Саша Банкс      | 4      | Алекса Блис   | Туширане            | 29:35 |
| Победител  | Алекса Блис (ш) | 6      |               |                     |       |

### Мъжкият Елиминационна Клетка Мач
| Елиминация | Кечист         | Влязъл | Елиминиран от  | Метод на елиминация | Време |
| ---------- | -------------- | ------ | -------------- | ------------------- | ----- |
| 1          | Миз            | 1      | Броун Строуман | Туширане            | 20:20 |
| 2          | Илайъс         | 7      | Броун Строуман | Туширане            | 25:21 |
| 3          | Джон Сина      | 4      | Броун Строуман | Туширане            | 26:25 |
| 4          | Фин Балор      | 3      | Броун Строуман | Туширане            | 31:03 |
| 5          | Сет Ролинс     | 2      | Броун Строуман | Туширане            | 36:40 |
| 6          | Броун Строуман | 6      | Роман Рейнс    | Туширане            | 40:15 |
| Победител  | Роман Рейнс    | 5      |                |                     |       |